# Calochortus splendens
Calochortus splendens là một loài thực vật có hoa trong họ Liliaceae. Loài này được Douglas ex Benth. miêu tả khoa học đầu tiên năm 1834.